# Смиховский вокзал

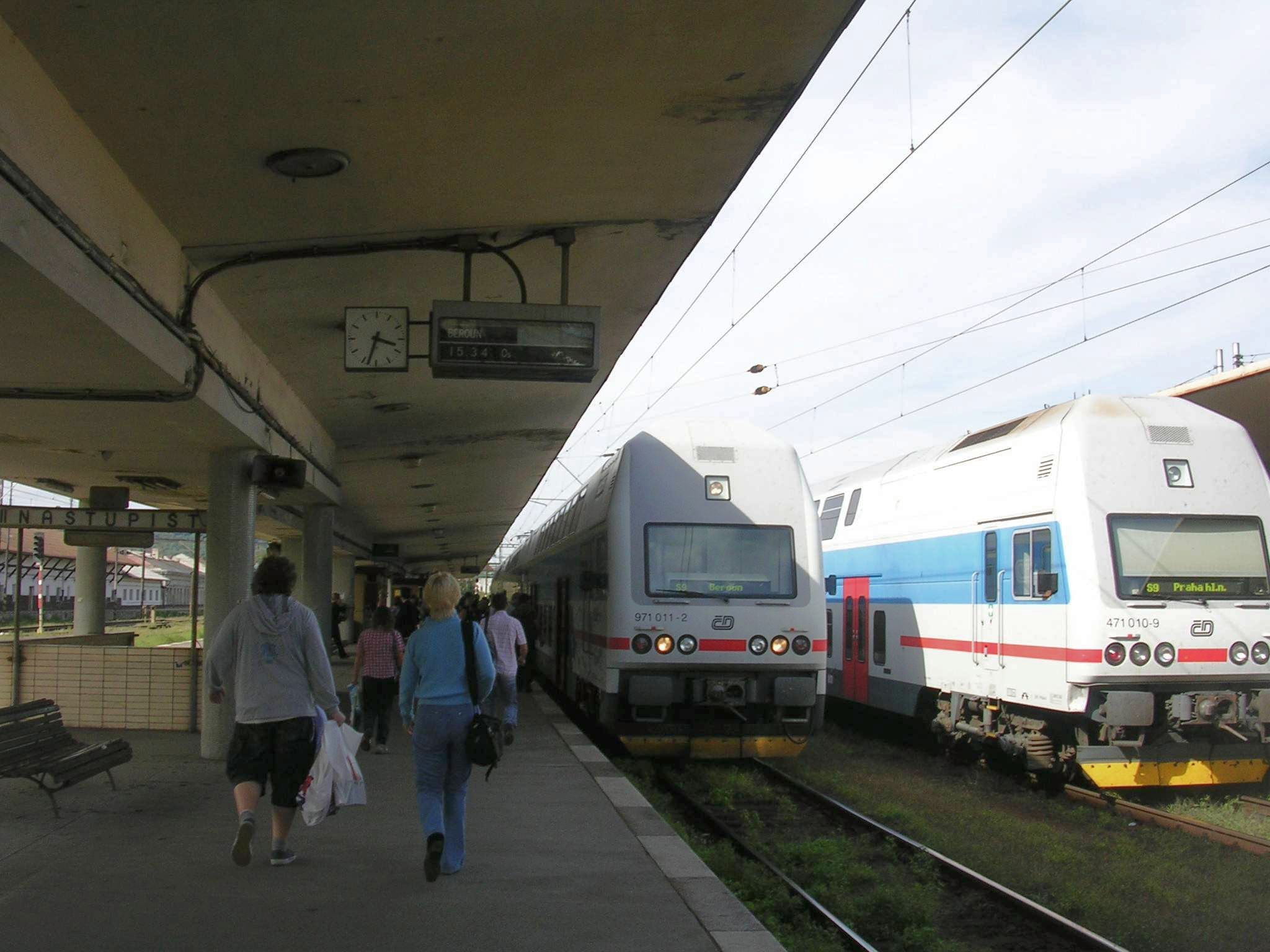
Платформа. На путях стоит локомотив серии 471

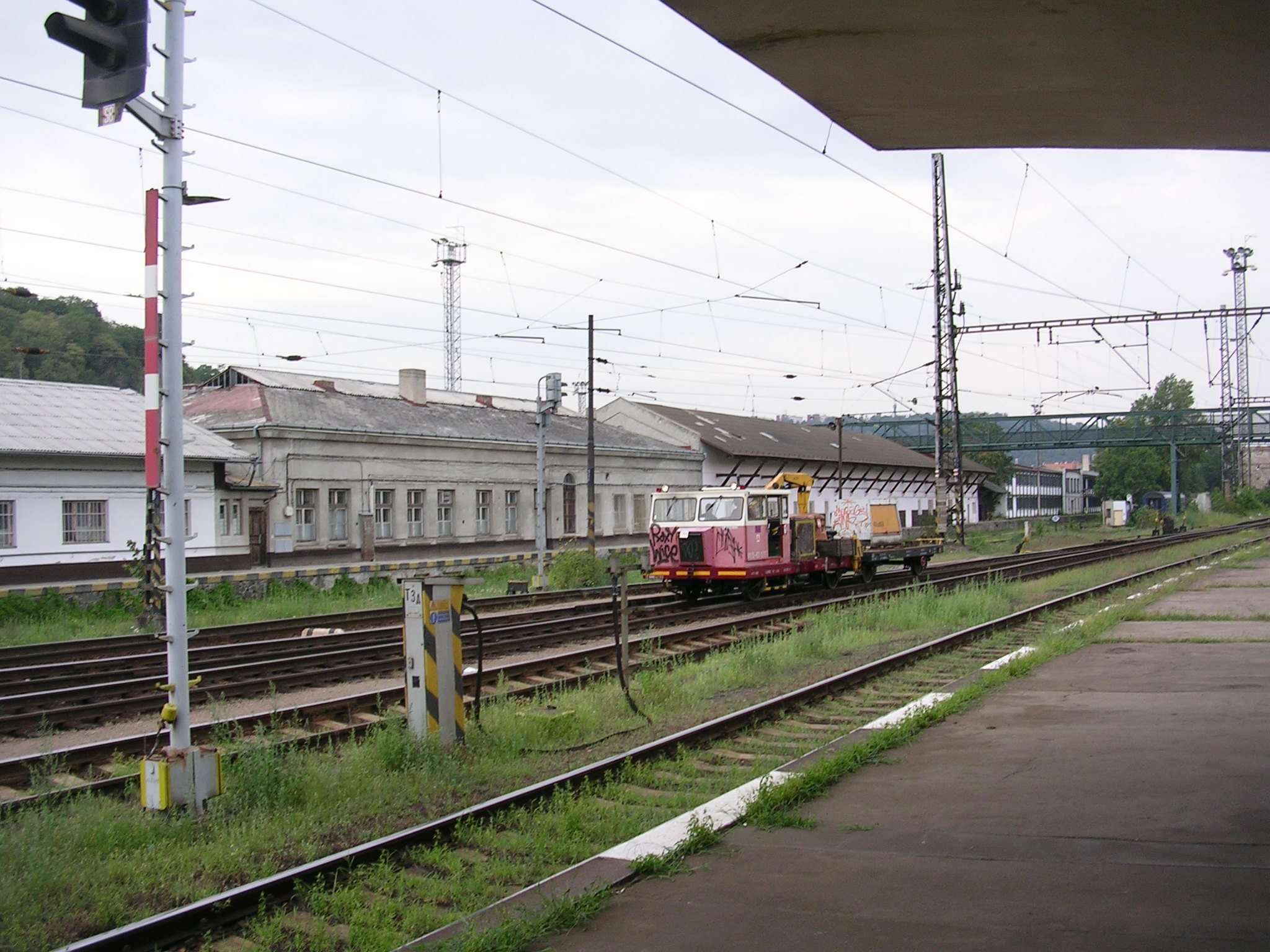
Пути в задней части вокзала

Смиховский вокзал (чеш. Nádraží Praha-Smíchov или чеш. Smíchovské nádraží) — железнодорожный вокзал в районе Смихов (Прага 5) Праги.
У вокзала находится станция метро Смиховске надражи (рус. Смиховский вокзал) линии B.
Изначально вокзал был построен в 1861—62 годах как конечная станция в Праге в направлении Бероун, Плзень и Хеб. В 1875 году он был соединён с Главным вокзалом через Вышеградский железнодорожный мост. Однако меньше, чем через 100 лет, вместимости вокзала стало не хватать. Поэтому постройка была снесена, а на её месте в 1953—1956 была построена новая по проекту Яна Зазворки (Jan Zázvorka) и Ладислава Жака (Ladislav Žák). Теперь сооружение стало обладать крытыми платформами и проходами для пассажиров. 
Сзади у вокзала находится небольшая отдельная станция, называется «Smíchov — severní nástupiště» («Смихов — северная платформа»). Оттуда ездят небольшие вагоны по ветви Пражский Земмеринг, которые проезжают по виадукам в Глубочепах.